# Wojciech Mońka
Wojciech Mońka, né le 18 janvier 2007 à Poznań en Pologne, est un footballeur polonais qui évolue au poste de défenseur central au Lech Poznań.

## Biographie

### Carrière en club
Né à Poznań en Pologne, Wojciech Mońka commence le football au Lechia Kostrzyń avant d'être formé par le club de sa ville natale, le Lech Poznań. Il fait ses débuts en professionnel avec l'équipe première le 3 août 2024, contre le Lechia Gdańsk, en championnat. Il entre en jeu et son équipe s'impose par trois buts à un.
Le 12 mars 2025 il prolonge son contrat avec le Lech Poznań, étant désormais lié au club jusqu'en juin 2029.
Il est sacré champion de Pologne pour sa participation à la saison 2024-2025,.

### En sélection
Wojciech Mońka représente la Pologne en sélection et commence sa carrière internationale avec les moins de 15 ans, jouant six matchs entre 2021 et 2022. Il marque également un but.

## Palmarès

### En club
Lech Poznań
- Championnat de Pologne (1) :
  - Champion : 2024-2025